# Hexachlamys edulis
El ubajay (Hexachlamys edulis), del guaraní yvahái (fruta ácida), es un árbol de la familia Myrtaceae, natural de América del Sur, donde crece en Argentina, Bolivia, Brasil, Paraguay y Uruguay. Raramente cultivado, se aprecia sin embargo por su fruto, una drupa globosa comestible y muy suculenta.

## Descripción
El ubajay es un árbol densamente ramificado, de corteza asurcada y oscura, de hasta 15 m de altura. La copa es globosa, con el follaje perennifolio. Son simples, opuestas, con el pecíolo pubescente, de aovado-oblongas a lanceoladas, acuminadas, de 3 a 6 cm de largo; coriáceas, muestran pubescencia de jóvenes para volverse glabras con la edad.
Florece a comienzos de primavera. Las flores son típicas de las mirtáceas; aparecen en las axilas foliares, y son blancas, solitarias, hexámeras, con hasta una cincuentena de estambres. Unos dos meses más tarde fructifica, dando lugar a una drupa de forma globosa y color amarillo, de hasta 5 cm de diámetro. Su similitud con el melocotón (Prunus persica) le da su nombre vulgar de melocotón de monte. El fruto comestible es apenas velloso, con la pulpa anaranjada, muy jugosa, de regusto ligeramente agrio y olor penetrante cuando está completamente madura.

## Hábitat
Crece en el monte ribereño de las zonas subtropicales de Brasil, Uruguay, Paraguay y Argentina, desde la región del Chaco hasta el litoral del Río de la Plata. Tolera mal las heladas, aunque soporta la sequía y el anegamiento parcial.

## Otros datos
La flor resulta tóxica para la abeja irapuá (Trigona spinipes), por lo cual es un medio idóneo para el control de las poblaciones de esta.

## Sinonimia
- Myrcianthes edulis O.Berg in C.F.P.von Martius & auct. suc. (eds.), Fl. Bras. 14(1): 353 (1857), nom. cons.
- Eugenia edulis (O.Berg) Benth. & Hook.f. ex Griseb., Abh. Königl. Ges. Wiss. Göttingen 24: 126 (1879), nom. illeg.
- Eugenia myrcianthes Nied. in H.G.A.Engler & K.A.E.Prantl, Nat. Pflanzenfam. 3(8): 79 (1893).
- Luma grisebachii Herter, Revista Sudamer. Bot. 7: 219 (1943).
- Luma myrcianthes (Nied.) Herter, Revista Sudamer. Bot. 7: 219 (1943).
- Myrtus excelsa Cambess. in A.F.C.de Saint-Hilaire, Fl. Bras. Merid. 2: 293 (1832).
- Psidium amygdalinum Hook. & Arn., Bot. Misc. 3: 317 (1833), nom. rej.
- Calomyrtus excelsa (Cambess.) Blume, Mus. Bot. 1: 76 (1850).
- Myrcia gemmiflora O.Berg in C.F.P.von Martius & auct. suc. (eds.), Fl. Bras. 14(1): 190 (1857).
- Campomanesia cagaiteira Kiaersk., Enum. Myrt. Bras.: 12 (1893).
- Myrcia sparsifolia Barb.Rodr., Myrt. Paraguay: 1 (1903).
- Hexachlamys excelsa (Cambess.) Mattos, Loefgrenia 94: 12 (1989).
- Eugenia montevidensis Mattos, Loefgrenia 105: 2 (1995).[6]